# 羊角鸚竺鯛
羊角天竺鯛，為輻鰭魚綱鈎頭魚目天竺鯛科鸚竺鯛屬的其中一個種。

## 分布
本魚分布於印度太平洋區，從東非、紅海至萊恩群島，北起琉球群島，南至澳洲大堡礁、新喀里多尼亞海域。

## 深度
水深6至65公尺。

## 特徵
本魚體延長而側扁，眼大，口大略下位。魚體呈金黃色，從吻部至鰓蓋有兩條亮藍色細縱紋，並穿過眼睛上下緣，尾柄部中央具一深色圓斑，尾鰭略凹，背鰭硬棘8枚、背鰭軟條9枚、臀鰭硬棘2枚、臀鰭軟條8枚，體長可達11公分。

## 生態
本魚棲息於水質清澈的珊瑚礁、岩礁，白天躲藏於岩架下或岩洞中，夜間出來覓食，屬肉食性，以多毛類或其它底棲甲殼類為食。繁殖期時，雄魚具有口孵習性，卵約7日化成仔魚，由雄魚吐出，具短暫的仔魚飄浮期。

## 經濟利用
不具任何經濟價值。